# آدم بيكيت
آدم بيكيت هو رسام رسوم متحركة أمريكي، ولد في 1950 في لوس أنجلوس في الولايات المتحدة، وتوفي في 1979.